# 冷水镇 (钟祥市)
冷水镇是中国湖北省荆门市钟祥市下辖的一个镇。

## 行政区划
冷水镇下辖冷水社区、乔坡村、杨岭村、付泉村、孔艾村、治国村、松柏村、林岭村、郑湾村、清泉村、郭刘村、建设村、经建村、胡院村、太山村、长春村、邓庙村、田岗村、湾堰村、牛践岗村、官坡村、李湾村、铜钱村、银钱村、官垱村、石桥村、铁岗村、雷兴村、茄垱村、白佛村、侯集村、雷垱村、鸭湖村、王垱村、鲍岗村、共兴村、砂石岭村、董沟村、百井村、凡庙村。
冷水镇下辖百井村于1976年建成荆门地区唯一军客两用机场，现正在改建，大约于2014年休整完成，开通飞往北京，上海的客运飞机。